# N6 (Kamerun)
Die N6 ist eine Fernstraße in Kamerun, die in Lokoti an der N1 beginnt und in Ekok an der Grenze nach Nigeria endet. Sie ist 802 Kilometer lang.

## Kreuzungen
Hier sind nur Kreuzungen mit Fernstraßen aufgelistet!
| Nummer | Ort         | Fernstraße |
| ------ | ----------- | ---------- |
| 1      | Tibati      | N15        |
| 2      | Bafoussam   | N4         |
| 3      | Bamenda     | N11        |
| 4      | Besongabang | N8         |